# Eustahije III.
Eustahije III. bio je bulonjski grof, sin Eustahija II. i Ide Lorenske.
Godine 1088., Eustahije se pobunio protiv Vilima II. Riđeg. Kasnije, 1096., Eustahije je sudjelovao u Prvom križarskom ratu. Eustahijeva su braća ostala u Svetoj Zemlji, dok se Eustahije vratio na svoje imanje. Nakon smrti brata Balduina Jeruzalemskog, Eustahiju je ponuđena kruna jeruzalemska, ali je Eustahije isprva bio bez interesa za nju.
Eustahije je osnovao samostan i postao redovnik.

## Brak
Grof Eustahije bio je oženjen Marijom Škotskom, koja je bila kraljevna. Par je imao kćer Matildu, koja je oca naslijedila i postala gospodarica Bulonja.